# Quercus repanda
Quercus repanda — вид рослин з родини букових (Fagaceae), поширений у Мексиці.

## Опис
Це чагарник зазвичай заввишки 0.3–1.2 м, рідко понад 2 м. Кора сіра. Гілочки запушені першого року, з жовтуватими сочевичками. Листки опадні або напіввічнозелені, від оберненоланцетних до оберненояйцюватих, еліптичні або довгасті, товсті, шкірясті, 30–80 × 15–40 мм; верхівка тупа, іноді округла; основа округла або клиноподібна; край потовщений, загнутий, цілий, округлозубчастий; верх тьмяний, темно-сірувато-зелений, волосистий; низ густо, іржаво вовнистий; ніжка листка чорнувата, 30–70 мм. Цвітіння: травень. Чоловічі сережки 4–20 мм завдовжки, з численними квітами. Жолуді поодинокі або в парі, на ніжці 10–25 мм, яйцюваті, іноді кулясті, завдовжки 10–15 мм, в діаметрі 10–12 мм; чашечка в діаметрі 10–13 мм, закриває 1/2 або 1/3 горіха; дозрівають у перший рік у вересні — жовтні.

## Середовище проживання
Поширений у Мексиці (Пуебла, Веракрус, Сан-Луїс-Потосі, Ідальго, Керетаро, Гуанахуато, Мічоакан); росте на висотах від 1700 до 2800 метрів; населяє соснові ліси, сосново-дубові ліси, дубові ліси та посушливі тропічні чагарники.

## Використання
Використовується як дрова.